# ننزل (نبراسکا)
ننزل(به انگلیسی: Nenzel) شهری در ایالت نبراسکا کشور ایالات متحده آمریکا است که جمعیت آن در سرشماری سال ۲۰۱۰ میلادی، ۲۰ نفر بوده‌است.